# Hispan
Hispan, Hispano ou Hispalo é um personagem mitológico da Antiguidade, do qual derivar-se-ia o nome Hispânia. Portanto, é o herói epónimo de Hispânia. É mencionado por vez primeira pelo historiador galorromano Pompeu Trogo em suas Histórias Filípicas (conservadas só em um resumo posterior, feito provavelmente no século III, por Marco Juniano Justino). Durante a Idade Média esta personagem foi conhecida também como Espan, se contando dele diferentes lendas.
A primeira filiação genealógica da personagem de Hispan produz-se na Estoria de Espanha mandada compor por Afonso X o Sábio no século XIII, na qual se lhe menciona como um sobrinho de Hércules que chega com este até a península ibéria. Versões mais tardias da lenda apresentam-lhe como filho do herói grego e outras, mais tardias ainda, como filho de Hispalo e neto de Hércules.

## Interpretação e possíveis antecedentes do mito de Hispan
É provável que o termo Hispano seja a latinização do nome de um antiquíssimo deus cananeo chamado Baal Sapanu (B'l Spn, "Senhor de Sapanu" ou "Senhor do Norte"), cujo culto foi introduzido na península ibéria pelos fenicios durante o I milénio a.C. As lendas e mitos desta divindade são as que aparecem recolhidas nos textos medievais que mencionam a Hispano ou Hispan, como por exemplo a Estoria de Espanha do século XIII. Não obstante, existem diversas interpretações sobre a natureza precisa da personagem, incluídas as que consideram sua lenda uma mera invenção de época medieval.
A cada uma destas interpretações enfrenta-se a muitos problemas. A filiação cananea das lendas medievais sobre Hispan, tem de enfrentar uma questão fixa: como explicar a continuidade dessa tradição literária através de vários séculos? (problema heurístico). A consideração da personagem como uma invenção medieval, tem de enfrentar um problema diferente: como demonstrar que as narrações da Idade Média não têm nenhuma vinculação com as notícias que tinham sido transmitidas por autores latinos como Pompeyo Trogo, cuja natureza exacta desconhecemos? (problema hermenêutico).